# Les Plus Grands Succès de Gérard Blanc et Martin Circus
Albums de Gérard Blanc
Mes plus belles histoires Made in Paris
Les Plus Grands Succès de Gérard Blanc et Martin Circus est une compilation du chanteur Gérard Blanc.

## Titres
1. Une autre histoire (M. Strawzinski / G. Blanc) 4:32
  - extrait de l'album Ailleurs pour un ailleurs, 1988
2. Sentiment d'océan (M. Strawzinski / G. Blanc) 4:29
  - extrait de l'album Ailleurs pour un ailleurs, 1988
3. Du soleil dans la nuit (M. Strawzinski / G. Blanc) 4:00
  - extrait de l'album Ailleurs pour un ailleurs, 1988
4. Dis tout bas, dis (M. Jouveaux / G. Blanc) 4:57
  - extrait de l'album Ailleurs pour un ailleurs, 1988
5. Je m'éclate au Sénégal Live (B. Brault / G. Pisani) 3:19
  - extrait de l'album Blanc public, 2006
6. Tonton bâton (M. Strawzinski / G. Blanc) 4:26
  - extrait de l'album Ailleurs pour un ailleurs, 1988
7. Je déménage (T. Haupais / G. Blanc) 3:40
  - extrait de l'album À cette seconde là !, 1995
8. L'amour parle + fort que les mots (G. Blanc - T. Sforza / G. Blanc) 3:39
  - extrait de l'album Mes plus belles histoires, 2003
9. Dans quelle vie ? (M. Strawzinski / G. Blanc) 4:22
  - extrait de l'album Ailleurs pour un ailleurs, 1988
10. Pour la faire rêver (J.P. Rochette - B. Skiavi - G. Blanc / G. Blanc) 3:42
  - extrait de l'album Mes plus belles histoires], 2003
11. Je saurai que c'est toi (A. Pujol / G. Blanc) 3:13
  - extrait de l'album Noir et blanc, 1991
12. P'tit môme (T. Haupais / G. Blanc) 4:11
  - extrait de l'album À cette seconde là !, 1995
13. On se donne feat. Narcixxx (M. Strawzinski / G. Blanc / Narcixxx) 3:41
  - titre inédit, 2007
14. Les indiens du petit matin (G. Blanc / S. Pauchard) 3:38
  - extrait de l'album Acte III, 1974
15. Français, Français (C. M. Schonberg / R. Jeannot / A. Boublil / J. M. Rivière) 2:00
  - extrait de l'album La Révolution française, 1973
16. Je m'éclate au Sénégal (B. Brault / G. Pisani) 3:59
  - extrait de l'album Acte II, 1972
17. Marylène (F. Fasert / G. Blanc) 2:42
  - extrait de l'album Ma-ry-lène, 1975
18. Shine Baby Shine (G. Blanc / S. Pauchard) 3:30
  - extrait de l'album Shine Baby Shine, 1979